# Margaret Nevinson
Vous lisez un « bon article » labellisé en 2016.
Pour les articles homonymes, voir Nevinson.
Œuvres principales
- In the Workhouse, pièce de théâtre, 1911.
- Workhouse Characters, recueil de nouvelles, 1918.
- Fragments of Life, recueil de nouvelles, 1922.
- Life's Fitful Fever, autobiographie, 1926.

Margaret Wynne Nevinson, née Jones (11 janvier 1858 - 8 juin 1932) est une militante féministe et pacifiste britannique d'origine galloise, également journaliste, écrivaine, travailleuse sociale, juge de paix et femme politique londonienne. 
Fille d'un prêtre anglican, fervente chrétienne, elle consacre la majeure partie de sa vie à l'aide sociale dans les quartiers pauvres de l'East End, d'abord aux côtés des philanthropes Samuel et Henrietta Barnett, puis en se faisant élire tutrice de maison de travail. Son investissement féministe en faveur du droit de vote des femmes l'amène à s'impliquer dans nombre d'organisations suffragistes, principalement la Women's Freedom League dont elle est l'une des fondatrices. Le droit de vote des femmes obtenu, elle devient l'une des premières femmes juge de paix d'Angleterre.
Elle écrit pour la presse suffragiste (The Vote) ou socialiste (The Guardian). Ses nouvelles, parmi les premières œuvres réalistes du Royaume-Uni, exposent la dureté de la condition des classes laborieuses londoniennes, notamment pour les femmes mariées. Elle écrit également des textes autobiographiques, teintés d'amertume envers le déroulement de son existence et son mariage insatisfaisant avec le correspondant de guerre Henry Woodd Nevinson. Elle est la mère du peintre Christopher Nevinson.

## Biographie

### Jeunes années
Margaret Wynne Jones naît à Leicester, seule fille dans une famille de cinq garçons. Son père est le révérend Timothy Jones (1813-1873), gallois originaire de Lampeter, alors vicaire anglican de l'église Sainte-Marguerite. Lettré, le révérend Jones lui apprend le latin et le grec en même temps qu'à ses frères. Très jeune, Margaret fait montre d'ambitions littéraires et envisage la carrière de romancière, avec une prédilection pour les romances. Sa mère Mary Louisa (1830-1888) a des vues plus traditionnelles sur l'éducation à donner à sa fille unique, et Margaret fera un bref séjour peu satisfaisant dans un pensionnat anglican à Oxford, puis dans une école de bonnes manières en France. 
Son père décède brutalement, et Margaret et sa mère se retrouvent dans une situation économique difficile. Comme d'usage pour les femmes de sa génération, sa mère insiste pour que Margaret trouve un mari qui puisse subvenir à ses besoins, quel qu'il soit d'autre part. Tenant à son indépendance, elle résiste aux pressions maternelles et travaille comme gouvernante puis comme professeur stagiaire à Cologne. Au début des années 1880, elle devient professeur de lettres classiques au lycée pour filles de South Hampstead, à Londres, et étudie à la fois la pédagogie, l'allemand et le latin. En 1882, elle compte parmi les soixante-trois femmes ayant obtenu un diplôme de littérature pour femmes à l'Université de St Andrews. 
Le travail se cumulant avec les études, elle n'a pas le temps d'écrire comme elle le souhaiterait, d'autant qu'elle s'implique alors dans les premières campagnes féministes en faveur de la loi sur la propriété des femmes mariées (Married Women's Property Act en anglais), qui est votée en 1882 et donne aux femmes mariées le droit de posséder leurs propres biens (affaiblissant le principe de coverture).

### Un mariage malheureux

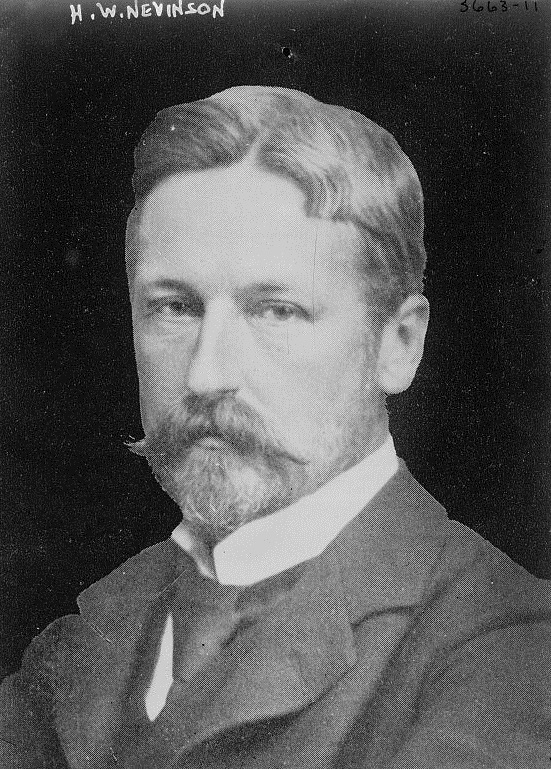
Henry Nevinson vers 1915.

Le 18 avril 1884, à Londres, Margaret épouse le journaliste socialiste Henry Woodd Nevinson, ami d'enfance qu'elle avait perdu de vue pendant dix ans. Il est probable, mais pas certain, que Margaret se soit résolue à se marier à cause d'une grossesse non désirée.
Le couple vit un an en Allemagne, Margaret enseignant l'anglais et travaillant comme accompagnatrice dans une école de musique pendant que Henry étudie à l'université d'Iéna. En Allemagne naît Mary Philippa, leur fille, qui deviendra une musicienne de talent. 
Ils reviennent ensuite s'installer à Londres. Sur les encouragements des philanthropes socialistes chrétiens Samuel et Henrietta Barnett, ils louent des appartements pour ouvriers à Whitechapel pour s'y installer avec leur fille et leur domestique, mais prennent deux logements mitoyens, ce que leurs voisins ne peuvent se permettre. 
En 1887, les Nevinson déménagent à Hampstead. En 1889, naît Christopher Richard, leur second enfant, et en 1901, la famille Nevinson déménage au 4, Downside Crescent, Haverstock Hill, où Margaret vivra jusqu'à la fin de ses jours. 
Les relations entre Margaret et Henry se détériorent. La quasi-absence de mention de leur conjoint(e) dans leurs autobiographies réciproques atteste de la froideur de leurs relations, le caractère de l'austère Margaret se situant aux antipodes de celui, plus mondain, de Henry. Celui-ci qualifiera son mariage de « désastreux » (« dismal mariage » en anglais) dans ses mémoires. Lorsque Margaret découvre la liaison de Henry avec une voisine, une irlandaise du nom de Nannie Dryhurst, les époux décident de vivre une existence semi-séparée. Les convictions chrétiennes de Margaret Nevinson l'empêcheront de divorcer, mais elle souffrira beaucoup de cette liaison qui durera jusqu'en 1912. Dès 1901, Henry Nevinson aura également une relation avec la suffragiste Evelyn Sharp, qu'il épousera à la mort de Margaret.
Les Nevinson fréquentent la bonne société de Hampstead, mais travaillent beaucoup et vivent dans un quartier très pauvre. Les reportages de Henry en tant que correspondant de guerre l'obligent fréquemment à quitter le domicile pendant de longues périodes. Avec son propre travail, ses engagements et ses enfants à charge, Margaret n'a plus le temps de se consacrer à la littérature, et elle traverse une longue période de mélancolie pour avoir dû renoncer à ses ambitions littéraires. Elle écrira plus tard dans ses mémoires :
« 
Quand, dans les premiers temps après mon mariage, je me rendis compte que je devais sacrifier mes espoirs et ambitions en littérature, je compris, et clairement, que cela signifiait abandonner les meilleures années de ma jeunesse intellectuelle, imaginative et romantiquement ambitieuse. C'est là une expérience qui vous laisse attristé et désabusé, foi et idéaux annihilés ; pour moi, plus de matins heureux et confiants, même l'ambition était morte ; je ne me souciais plus d'écrire les romans d'amour que j'envisageais depuis ma prime jeunesse, cela ne me semblait plus en valoir la peine ; j'avais vu l'horreur des choses telles qu'elles sont.
 »

### Travail social et responsabilités publiques

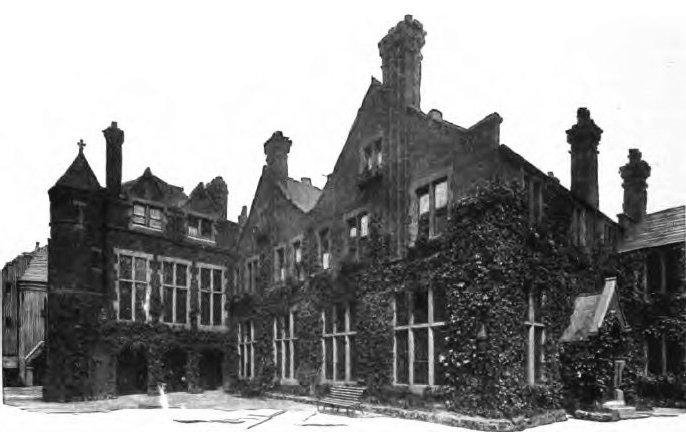
Toynbee Hall en 1902.

Dès son arrivée à Whitechapel, Margaret donne des cours de français au centre social de Toynbee Hall, ce qu'elle fera pendant vingt ans. Elle s'y investit dans nombre d'activités, comme elle le fait également à l'église de Saint-Jude. Elle travaille ensuite comme collectrice de loyers pour la Dwellings (en), société immobilière « sociale » fondée par les Barnett. S'il est théoriquement rémunéré, ce travail lui fait perdre de l'argent, car elle n'a souvent pas le cœur de réclamer la totalité du loyer aux plus pauvres de ses locataires.
Margaret Nevinson est élue à diverses responsabilités locales auxquelles les femmes peuvent se présenter lors d'élections qui leur sont ouvertes. Pendant vingt-cinq ans, elle est conseillère au London School Board (« Comité éducatif de Londres ») pour l'East End, puis au London County Council (« Conseil du comté de Londres ») pour la circonscription Nord de St Pancras.
En 1904, elle est élue Poor Law Guardian (« Chargée des lois sur les pauvres »). Elle est décidée à combattre les injustices du système des Poor Laws, notamment les workhouses, institutions de travail forcé où sont enfermés les chômeurs et recueillis les orphelins sortis de la prime enfance, déjà dénoncées par Charles Dickens dans Oliver Twist en 1837–1839. Elle en expose les conditions de vie, qui s'apparentent à de l'esclavage, à travers des conférences dans les assemblées suffragistes, des articles de presse et des œuvres littéraires. En tant que femme, elle est traitée avec mépris par les autres Guardians pendant tout son premier mandat – mais sera réélue sans interruption pendant dix-huit ans.

### Engagement féministe
Son fils Christopher la décrit dans son autobiographie comme une « pionnière en tout », se coupant déjà les cheveux à la garçonne, s'intéressant à l'art moderne et militant pour l'égalité entre les femmes et les hommes, notamment au sein du mariage et dans les détails du quotidien. 
Elle affronte des quolibets pour être l'une des premières femmes à pratiquer le cyclisme. Elle milite contre l'interdiction faite aux femmes de se baigner dans les étendues d'eau douce (lacs, rivières, canaux, piscines, etc.), traditionnelle en Grande-Bretagne jusqu'à l'ouverture du premier bain mixte à Londres en 1930. 
Elle devient une suffragiste active dès 1905 et adhère à la National Union of Women's Suffrage Societies (« Union nationale des sociétés suffragistes féminines »). Comme beaucoup d'autres suffragistes, déçue par l’inefficacité des méthodes légalistes de la NUWSS, elle se joint à la très jeune et plus militante Women's Social and Political Union (« Union sociale et politique des femmes »). Opposée à sa dérive autoritaire, violente et conservatrice, elle fait sécession en 1907 et crée, avec seize autres dissidentes, la Women's Freedom League (« Ligue féminine libertaire »), pour laquelle elle sera trésorière de la section de Hampstead. 
Elle est aussi fondatrice de la Women's Tax Resistance League (« Ligue féminine de résistance fiscale ») et de la Church League for Women's Suffrage (« Ligue des Églises pour le vote des femmes »). Très attachée à ses origines galloises, elle appartient également à la Cymric Suffrage Union (« Syndicat gallois pour le droit de vote ») et devient trésorière de la Women Writers' Suffrage League (« Ligue des écrivaines pour le droit de vote »). Son mari Henry Nevinson, lui, est un des membres fondateurs de la Men's League for Women's Suffrage (« Ligue masculine pour le droit de vote des femmes »). 
Pendant de nombreuses années, Margaret Nevinson fait plusieurs discours par semaine, souvent en plein air et face à un public hostile. Elle se forge la réputation d'une oratrice spirituelle, pouvant illustrer ses propos par des références classiques et bibliques comme par une ample provision d'exemples vécus et d'histoires vraies. Elle participe à la manifestation de Caxton Hall, le 13 février 1907, où la police montée arrête cinquante-cinq suffragistes ; elle est également présente lors d'une veille tenue à l'extérieur du Parlement du 5 juillet au 28 octobre 1908. 
Enfin, elle écrit de nombreux articles pour The Vote, le journal de la Women's Freedom League, ainsi que plusieurs pamphlets suffragistes.

### Première Guerre mondiale
La Première Guerre mondiale met un coup d'arrêt au mouvement suffragiste. Margaret Nevinson refuse de contribuer à l'effort de guerre et participe aux campagnes pacifistes de la Women's Freedom League, notamment au sein de la Women's Peace Crusade. 
Étant une des premières femmes formées au massage thérapeutique, elle officie en tant que soigneuse et travaille à la rééducation des blessés de l'armée belge. Son fils, pacifiste lui aussi, rejoindra la Croix-Rouge.

### Après-guerre
En 1918, les femmes d'au moins trente ans obtiennent le droit de vote. Margaret Nevinson, qui jusque-là refusait de s'exprimer en faveur d'un quelconque parti politique, soutient le Parti Libéral. 
En décembre 1919, la Sex Disqualification (Removal) Act 1919 (« Loi abolissant les exclusions basées sur le sexe de 1919 ») permet aux femmes d'accéder à toutes les fonctions accessibles aux hommes. Cette loi permettra à Margaret Nevinson de devenir, en juin 1920 et sous l'étiquette de la Women's Freedom League, l'une des premières femmes élue juge de paix de Grande-Bretagne. Elle est aussi la première femme de Londres à siéger en tant que magistrate dans des affaires criminelles, jouant un « rôle crucial » dans celles d'Hampstead. Le stigmate qui pèse sur les femmes occupant des positions d'autorité est toujours présent, et s'entend notamment répondre par le premier policier qu'elle interroge en tant que juge, « je ne pense pas que je puisse dire ce qu'il est, je pense, de mon devoir de dire, en présence de quelque femme que ce soit ».
Elle effectue un bref voyage aux États-Unis pour se renseigner sur le système probatoire américain. En 1923, elle est l'une des trois femmes nommées par le Lord Chancelier au comité de surveillance judiciaire du comté de Londres. 
Poursuivant son engagement militant, elle devient vice-présidente de la Women's Peace Crusade (« Croisade des femmes pour la paix ») et donne des conférences à la Société des Nations. En 1926 est publiée son autobiographie, Life Fistful Fever. Elle est élue en 1927 au bureau de la Society of Women Journalists (« Société des femmes journalistes »).

Malgré ses réussites politiques, ses dernières années sont solitaires et marquées par la dépression. Dès 1928, elle fait part à des amies de son désir d'être envoyée en maison de repos et « d'en finir avec tout ça ». Elle tente même de se noyer dans son bain. Henry Nevinson écrit à son amie Elizabeth Robins : 

« Je suis à l'heure actuelle dans un grand trouble, car l'esprit de Mme Nevinson défaille rapidement, et je ne sais ce qui est le mieux pour elle. L'envoyer dans une institution psychiatrique au milieu d'inconnus me semble cruel, mais tous m'y encouragent, en partie dans l'espoir de réduire la dépense. J'y suis tellement opposé que je préférerais dépenser toutes mes maigres économies dans l'espoir qu'elle puisse finir sa vie ici, au calme. »

Margaret Nevinson décède d'insuffisance rénale en 1932, à l'âge de 74 ans, dans sa demeure de Downside Crescent, à Hampstead. Elle est inhumée trois jours plus tard à l'église Saint-Stephen de Rosslyn Hill.

## Œuvre littéraire
Margaret Wynne Nevinson n'écrira jamais les romans d'amour qu'elle imaginait à l'adolescence, mais plusieurs pamphlets militants, une autobiographie, et deux collections de nouvelles réalistes, parmi les premières du Royaume-Uni. Son œuvre laisse transparaître son amertume quant au cours de son existence et donne à voir la condition des femmes et des plus pauvres dans Londres à l'époque victorienne. 

### Into the Workhouse(1911) etWorkhouse Characters(1918)
Into the Workhouse: A play in One Act est une très courte pièce de théâtre, basée sur l'histoire vraie d'une femme dont le mari vit dans une workhouse, et qui est contrainte par la loi et son mari d'y vivre également. 
C'est l'une des premières pièces jouée par The Pioneers Players, la troupe de théâtre expérimentale et féministe d'Edith Craig. Elle est jouée au Kingsway Theatre en 1911. Si les critiques ont surtout retenu (et condamné) la crudité du langage employé dans la pièce, le scandale provoqué par cette histoire mène à une évolution de la loi l'année suivante.
Les nouvelles de Workhouse Characters, and Other Sketches of the Life of the Poor, originellement publiées dans la Westminster Gazette, sont conçues comme une série de portraits fictionnels réalistes dont on peut présumer qu'ils sont inspirés de personnages réels.

### Fragments of Life(1922) etLife's Fitful Fever(1926)
Le titre de l'autobiographie de Margaret Nevinson, Life's Fitful Fever: A Volume of Memories, vient du discours de Macbeth, dans la pièce éponyme, perdant ses illusions après le meurtre de Duncan. L'ensemble de son autobiographie est marqué par le regret, la désillusion et la mélancolie. 
Plus que le déroulement de ses événements biographiques, sur lesquels elle reste vague, Margaret Nevinson donne à voir son quotidien et la société dans laquelle elle vit. Elle relate notamment le sexisme dans les lois régissant le mariage, le divorce ou la pauvreté, ainsi que la misogynie de ses collègues, supérieurs et subalternes, tout au long de sa vie professionnelle. Elle relate également le combat des suffragistes tel qu'elle-même l'a vécue. Pour l'universitaire Wendell Harris, son autobiographie « dit plus à propos de la société dans les années qu'elles couvrent (surtout de 1875 à 1926) que celles de personnages plus connus, dont les souvenirs se concentrent sur les détails de leur vie personnelle ».
Les nouvelles de Fragments of Life sont des nouvelles sentimentales. Bien que fictionnelles (l'une d'entre elles est une histoire de fantômes), certaines semblent refléter des expériences personnelles. Notamment, l'un des textes est une lettre d'une femme dont le mari en aime une autre et qui proteste auprès d'un prêtre contre l'interdiction du divorce. Un autre parle de la solitude des femmes d'écrivains, d'artistes ou d'acteurs, dont elle considère qu'ils feront toujours passer leur vocation avant leur femme.

## Liste des œuvres

### Théâtre
- (en) In the workhouse, a play in one act,, Londres, International Suffrage Shop, 1911 (OCLC 10410244)

### Autobiographie
- (en) Life's Fitful Fever, Londres, A. & C. Black, 1926, 293 p. (OCLC 26696649)

### Nouvelles
- (en) Workhouse Characters, and Other Sketches of the Life of the Poor, Londres, G. Allen & Unwin Ltd., 1918, 160 p. (OCLC 5631139, lire en ligne)
- (en) Fragments of Life, Londres, G. Allen & Unwin Ltd., 1922, 185 p. (OCLC 213819942)

### Pamphlets
- (en) Ancient Suffragettes, Londres, Women's Freedom League, 1911, 8 p. (OCLC 819209754)
- (en) Five Years' Struggle for Freedom. A history of the suffrage Movement from 1908-1912, Londres, Women's Freedom League, 1912, 16 p. (OCLC 774436818)
- (en) The Spoilt Child of the Law, Londres, Women's Freedom League, 1913 (OCLC 754068664)
- (en) The legal wrongs of married women, Londres, Women's Freedom League, 1923, 8 p. (OCLC 221059117)